# Одинцово (Владимирская область)
Одинцово — деревня в Судогодском районе Владимирской области, входит в состав Головинского сельского поселения.

## География
Деревня расположена в 12 км на юго-восток от центра поселения посёлка Головино и в 22 км на запад от райцентра города Судогда. Близ деревни расположены эко-деревня «Доброе».

## История
Деревня впервые упоминается в писцовых книгах монастырских и церковных земель Владимирского уезда 1637-1647 годов в составе Александровского прихода, в ней числилось 1 двор монастырского служаки и 6 дворов крестьянских. 
В конце XIX — начале XX века деревня входила в состав Авдотьинской волости Судогодского уезда, с 1926 года — в составе Александровской волости Владимирского уезда. В 1859 году в деревне числилось 16 дворов, в 1905 году — 15 дворов, в 1926 году — 16 хозяйств и начальная школа.
С 1929 года деревня входила с состав Сойменского сельсовета Судогодского района, с 1965 года — в составе Ильинского сельсовета,  с 2005 года — в составе Головинского сельского поселения.

## Население
| 1859 | 1905 | 1926 |
| ---- | ---- | ---- |
| 100  | 75   | 150  |

| 1859 | 1905 | 1926 | 2002 | 2010 | 2021 |
| ---- | ---- | ---- | ---- | ---- | ---- |
| 100  | ↘75  | ↗150 | ↘3   | ↘0   | →0   |